# Beaulieu (Hampshire)
Pour les articles homonymes, voir Beaulieu.
Beaulieu (prononcée /'bjuːli/, anciennement parfois écrit Bewley en anglais) est un village situé au Sud-Est du parc national New Forest, dans le Hampshire.

## Histoire
Les ruines d’une abbaye cistercienne fondée par Jean Sans Terre en 1204 sont situées dans le village.

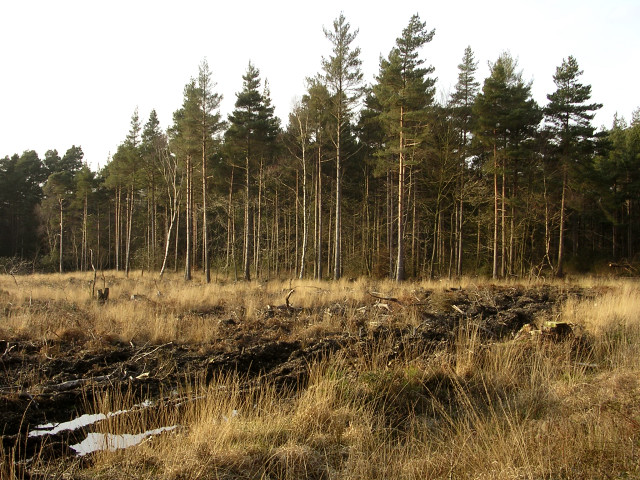
Bûcheronnage dans la Foxhunting Inclosure.

## Palace House

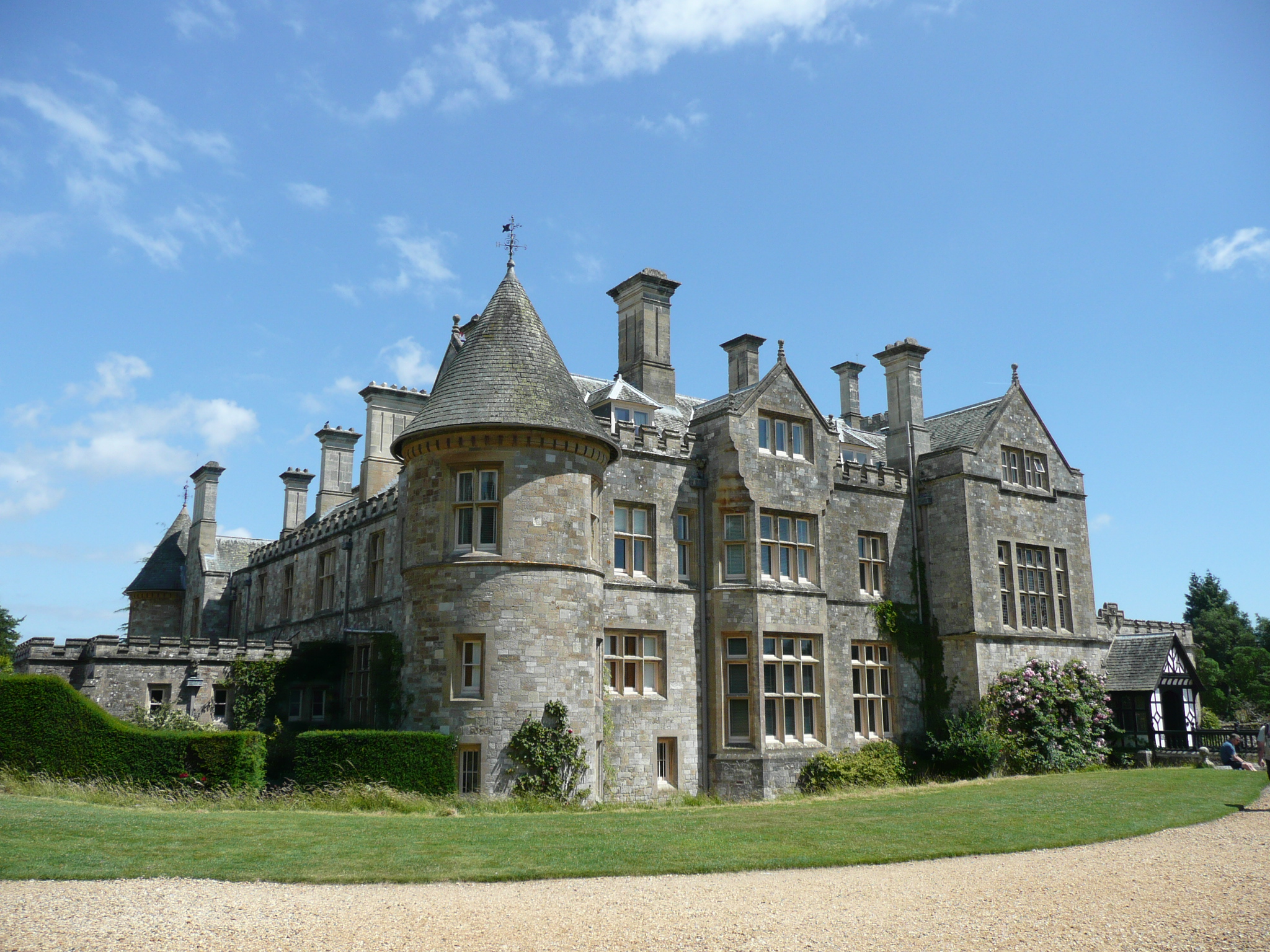
Palace house à Beaulieu

Le Château de Beaulieu (Palace House) qui domine le village par-dessus la Beaulieu River (à ne pas confondre avec le Palace of Beaulieu (en) dans l'Essex), a commencé à être construit en 1204. C'était alors l'entrée de l'abbaye de Beaulieu. Ce fut la résidence d'origine d'une branche de la famille Montagu à partir de 1538, quand le domaine fut acheté à la Couronne, après la Dissolution des monastères due à Henri VIII.
Les bâtiments ont connu des extensions aux XVIe et XIXe siècles. Le château représente un modèle d'architecture gothique pour les résidences de campagne.
Bien qu'habitées par Lord et Lady Montagu, des parties du château et du parc sont ouvertes au public tous les jours. La propriété fait partie du consortium Treasure Houses of England.

### Sources
- (en) « History of Beaulieu », sur Vision of Britain.org.uk (consulté le 3 aout 2018)